# Fontanet lo Curt
Fontanet lo Curt és una partida de l'Horta de Lleida que pertany a la ciutat de Lleida.
Limita amb les següents partides de Lleida:
- Al Nord amb la Partida d'Alpicat.
- Al Nord-est amb la Partida de Boixadors.
- A l'Est amb la Partida de Guindàvols.
- Al Sud amb la Partida de Vallcalent.
- A l'Oest amb la Partida de Les Torres de Sanui